# 도모다촌
도모다촌(鞆田村)은 미에현 아야마군에 있던 촌이다. 현재의 이가시의 북동부, 간사이 본선·신도역의 북방 일대, 도모다강 유역에 해당한다. 

## 역사
- 1889년 4월 1일 - 정촌제 시행에 의해 아하이군 도모다촌이 성립하였다.
- 1896년 4월 1일 - 군제 시행에 의해 아야마군으로 변경되었다.
- 1954년 12월 20일 - 아하이촌과 합병해, 아야마촌이 성립하여, 동일 도모다촌은 폐지되었다.

## 참고문헌
- 角川日本地名大辞典 24 三重県